# Fome em Madagascar
Em meados de 2021, uma seca severa no sul de Madagascar causou uma situação de insegurança alimentar e carestia afetando centenas de milhares de pessoas, segundo algumas estimativas mais de um milhão de pessoas. Algumas organizações atribuíram a situação ao impacto das mudanças climáticas e à pandemia COVID-19.

## Contexto
Madagascar e frequentemente exposto a eventos climáticos severos. Entre 1980 e 2013, Madagascar experimentou 63 grandes desastres naturais, incluindo ciclones, inundações, secas severas, terremotos, epidemias, e uma "praga de gafanhotos de proporções bíblicas". Em 2020, o UNICEF expressou preocupação inicial sobre a desnutrição em Madagascar, estimando que 42% das crianças menores de cinco anos sofriam de desnutrição. Desde junho de  2021 a região sul de Madagascar foi atingida pela pior seca em 40 anos.
A situação se agrava ainda mais porque as pessoas da área são pequenos agricultores e dependem da sua própria agricultura e alimentação própria. No final de junho de 2021, David Beasley, chefe do Programa Mundial de Alimentos (PMA) da agência da ONU, alertou que uma fome "catastrófica" está atingindo a região e o PMA solicitou $78,6 milhões em ajuda imediata. Outro funcionário do PMA disse que a situação foi a segunda pior crise alimentar que ele viu em sua vida depois da fome de 1998 em Bahr el Ghazal, no atual Sudão do Sul.
Um relatório conduzido em junho de 2021 pela Escola de Enfermagem da Universidade Duke descobriu que três quartos dos agricultores de baunilha na região de Sava, no norte de Madagascar, também sofem de insegurança alimentar devido às flutuações do mercado de baunilha e desastres naturais, potencialmente indicando que a crise alimentar está se espalhando para outras partes de Madagascar.

## Causas e eventos
As causas da seca e da crise alimentar subsequente foram atribuídas à falta de chuva, que geralmente ocorre em novembro e dezembro, e metade das chuvas normais ocorrendo em outubro de 2020. Os cenários da crise alimentar foram descritos como "horríveis" e o Banco Mundial afirmou que o aquecimento global agravou a situação. O PMA relatou ainda o impacto da pandemia COVID-19 nos mercados fechados do país e impediu os trabalhadores migrantes de encontrar empregos.
No final de junho de 2021, o PMA relatou que 75% das crianças abandonaram a escola e estavam mendigando ou procurando comida. Intensas tempestades de areia agravaram ainda mais as circunstâncias. As agências humanitárias também alertaram sobre a escassez de água e apontaram que uma tubulaçao inaugurada pelo UNICEF e o governo de Madagascar em 2019 não conseguiu fornecer água potável a algumas partes do sul, obrigando as pessoas a se deslocarem mais de 15 quilômetros para buscar água.
O PMA relatou em 23 de junho de 2021 que as pessoas estavam comendo lama e que 500.000 estavam "batendo às portas da fome", enquanto outras 800.000 estavam ja em uma situaçao de carestia.
Em 30 de junho de 2021, o PMA disse que uma fome "bíblica" estava se aproximando em vários países africanos, especialmente em Madagascar e que a variante do Delta do SARS-CoV-2 "teve um impacto pior em países de baixa renda e subdesenvolvidos em meio a uma pandemia global". Também surgiram relatos de pessoas comendo cactos vermelhos crus, folhas silvestres e gafanhotos por meses. Enquanto isso, o Escritório das Nações Unidas para a Coordenação de Assuntos Humanitários (OCHA) alertou sobre "desnutrição severa" em 130.000 crianças malgaxes de cinco anos ou menos, no início de junho de 2021. Em 1º de julho de 2021, as agências da ONU relataram que nas aldeias do sul, as pessoas recorreram a comer cinzas misturadas com tamarindo e couro de sapato.
A organização britânica SEED Madagascar relatou que as pessoas estão comendo "cactos, plantas do pântano e insetos", enquanto também relatam que  mães estao misturando argila e frutas para alimentar suas famílias. Evidências de estômagos inchados e crianças fisicamente atrofiadas também foram relatadas pela organização como sintomas de desnutrição crônica.
A mídia local disse que dos 2,5 milhões de pessoas que vivem nos distritos do sul de Madagascar, cerca de 1,2 milhões já sofrem de insegurança alimentar, enquanto outras 400.000 estão em situação crítica de fome, citando preocupações iguais a organizações internacionais como mudanças climáticas, COVID-19 e instabilidade política no país.
Outros meios de comunicação disseram que de outubro de 2020 até abril de 2021, pelo menos 750.000 pessoas por mês receberam assistência alimentar emergencial e transferências de dinheiro do governo. Dessas pessoas, 12.000 crianças de 6 a 23 meses foram atendidas. Mulheres grávidas e amamentando também precisam de suplementos nutricionais e alimentos fortificados em quatro distritos importantes do sul. Além disso, a mídia apontou fontes que afirmam que, desde o início de 2021, cerca de 56.000 crianças com idades entre 2 e 5 anos foram tratadas para desnutrição moderada.
Em 14 de julho de 2021, um relatório do governo foi emitido, com a colaboração do ilustre acadêmico e professor Hanta Vololontiana. O relatório afirmava que a taxa de desnutrição crônica estava em declínio e que o objetivo do governo era diminuir a prevalência dessa condição de 47,3% para menos de 38% e manter a taxa de desnutrição aguda em crianças menores de cinco anos, para menos de 5% no geral. O governo também apontou um programa para integrar agricultura, pecuária, pesca, água, saneamento e higiene, proteção social, educação, meio ambiente e pesquisa científica por meio de nutrição específica, nutrição sensível e governança.
No final de julho de 2021, no entanto, a situação foi descrita como "fome" por agências como a Al Jazeera e a revista Time. A Al Jazeera publicou a história de uma mulher implorando por ajuda desesperada para sua filha de cinco anos na região de Anosy, no extremo sul de Madagascar. Além disso, a Time citou o chefe do PMA, Beasley, descrevendo a crise como "causada pela mudança climática" e a primeira na história moderna a ser causada por tal fenômeno. Ele também alertou que a situação vai piorar.
Beasley também acrescentou que as crianças em Madagascar não têm "energia para chorar" e comparou as cenas a um "filme de terror", dizendo que a situação que atualmente vive Madagascar é pior do que as que viu na República Centro-Africana, República Democrática do Congo, na República do Congo e no Sudão.
A ONU continuou a monitorar a situação durante julho de 2021, declarando que as crianças menores de cinco anos com problemas de nutrição ao longo da vida aumentaram para meio milhão e que mais de 110.000 estavam em "desnutrição aguda e severa".
Em agosto de 2021, a crise alimentar foi considerada como a primeira fome causada pelo aquecimento global e não por conflito, de acordo com o funcionário do PMA, Shelley Thakral.

## Reações

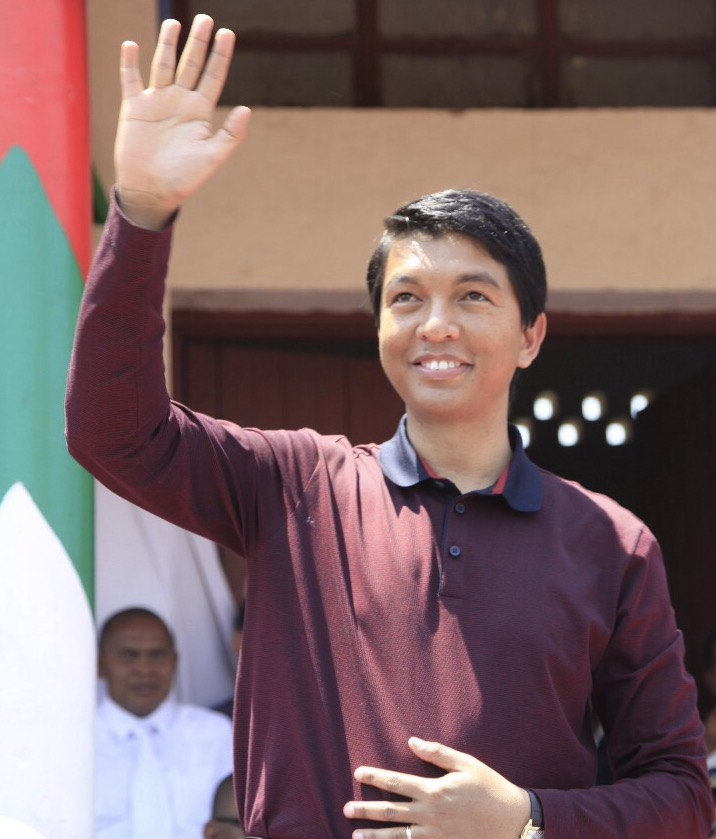
O governo do presidente Andry Rajoelina tem recebido severas críticas sobre sua gestão da situação

Várias agências e governos prometeram ajudar Madagascar a combater a fome e a crise alimentar. O governo malgaxe solicitou apoio das Nações Unidas e do PMA, com o objetivo de ajudar 1,14 milhão de malgaxes à beira da fome. Os líderes do grupo G20 também discutiram a situação e se comprometeram a fazer mais para ajudar os famintos do mundo e combater as mudanças climáticas com o ministro das Relações Exteriores da Itália, Luigi Di Maio, dando uma conferência sobre o assunto. O G20 também anunciou a "Declaração de Matera", um apelo para fazer mais pela insegurança alimentar. O governo dos Estados Unidos prometeu um adicional de US $ 40 milhões em ajuda em junho para combater a fome no sul de Madagascar durante um anúncio feito pelo embaixador dos EUA em Madagascar Michael Pelletier junto com o presidente malgaxe Andry Rajoelina. O embaixador também pediu ao governo que ajude seu povo. O governo da Coreia do Sul prometeu US$200.000 em ajuda humanitária a Madagascar.
O pesquisador ambiental e acadêmico das Nações Unidas e da Universidade de Liège, François Gemenne, disse que a crescente fome em Madagascar não foi totalmente causada pelas mudanças climáticas. Em vez disso, ele também apontou motivos políticos, como a instabilidade política em Madagascar durante anos.
O governo também emitiu um decreto concedendo a 15.000 famílias gás butano e um kit de fogão gratuito para substituir outros recursos. O gás butano, antes considerado um luxo, estará disponível como alternativa energética em relação ao carvão.
Mark Jacobs, da organização britânica SEED Madagascar, também culpou as mudanças climáticas e a pandemia COVID-19 pela fome e alertou sobre o aumento dos preços dos alimentos nas áreas onde a organização trabalha no país. Jacobs também convocou pessoas, especialmente empresários em Hertfordshire, onde a organização está sediada, para doar e ajudar a aumentar o orçamento de £ 100.000.
Médicos Sem Fronteiras (MSF) começou a montar clínicas móveis no país em março de 2021, em antecipação à seca. Segundo a organização, instalaram-se na localidade de Ambovombe, no extremo sul do distrito de Ambovombe, e ajudaram a 4.339 portadores de diversos níveis de desnutrição. MSF também alertou que a condição de crianças desnutridas piorou ainda mais por complicar doenças como a malária (afetando 22% dos pacientes jovens), infecções respiratórias (18%) e doenças diarreicas (14%). MSF também começou a tratar pacientes internados.
Gaëlle Borgia, pesquisadora investigativa e jornalista, disse que os sinais de situação de insegurança alimentar eram visíveis muito antes de 2020 e alertou que se as autoridades malgaxes pareciam relutantes em admitir a situação, era difícil ignorar os vários alertas registrados por meses, incluindo o das Nações Unidas.
O governo do presidente Andry Rajoelina sofreu críticas severas por sua gestão da fome, com um jornalista o confrontando durante uma entrevista coletiva em Antananarivo.
Em 16 de julho de 2021, em uma cúpula de líderes africanos, Rajoelina apelou aos líderes mundiais para agirem sobre a mudança climática referindo-se à situação no sul de Madagascar. Ele também informou que um representante da ONU e o embaixador da Suíça em Madagascar haviam visitado recentemente Ambovombe para verificar a situação.
No final de julho de 2021, a embaixada dos EUA expandiu ainda mais sua ajuda por meio da USAID para mais de 100.000 pessoas no sul, fornecendo alimentos para crianças e mulheres grávidas que enfrentam desnutrição. A embaixada também doou mais US$7,5 milhões de dólares.
Bispos católicos romanos alemães pediram ajuda para as crianças no sul de Madagascar, com o arcebispo Ludwig Schick liderando esforços para aumentar a conscientização sobre a situação de fome no país.
No final de agosto de 2021, um coordenador residente das Nações Unidas para Madagascar, Issa Sanogo, alertou que a situação ainda era crítica e alertou que "a temporada de fome está chegando", e também disse que mais 500.000 crianças estão em risco durante o curso do próximo futuro. As Nações Unidas repetiram seu alerta de que o país está à beira de uma "crise humanitária".
Em novembro de 2021, o ABC World News Tonight viajou para a área, com o âncora David Muir relatando de lá. Como resultado da divulgação do relatório, cerca de 22.000 doadores totalizaram US$2,7 milhões em ajuda, que irá diretamente para o PMA para ajudar no terreno.